# Annette Nancarrow
Annette Nancarrow, o Annette Margolis (Nueva York, Estados Unidos de América, 1907-1992) fue una pintora y joyera que vivió y trabajó gran parte de su vida en las ciudades de México y Acapulco. 

## Trayectoria
Estudió Artes en Hunter College y la Maestría en Bellas Artes en la Universidad de Columbia, obteniendo una beca de la Academia Nacional de Diseño. En 1935 realiza su primer viaje a México y al año siguiente decide mudarse a este país y continúa sus estudios artísticos en la Academia de San Carlos bajo la tutela de Manuel Rodríguez Lozano.
En 1942 trabajó con José Clemente Orozco en el mural de los Cuatro Jinetes del Apocalipsis en la cúpula del Templo de Jesús Nazareno en la Ciudad de México.
En 1947 tuvo su primera exposición individual en la afamada Galería de Arte Mexicano dirigida por Inés Amor.

## Biografía
Annette Margolis nació el 13 de octubre de 1907 en Nueva York. 
La artista contrajo matrimonio con Conlon Nancarrow de 1946 y juntos le construyeron una casa y un estudio diseñado por Juan O'Gorman en el barrio Águilas de la Ciudad de México.

## Obra
Annette tuvo formación académica en pintura y dibujo, trabajando con materiales como acuarela, óleo y carboncillo. 
Sus temas recurrentes incluyen retratos, escenarios citadinos de Nueva York, y al mudarse a México su estilo retoma los colores, tradiciones y objetos cotidianos de este país. Particularmente realiza muchas pinturas sobre la fiesta brava 
En 1949 obtuvo el segundo lugar en el concurso de mural del hotel Borda en Taxco con su pintura "Boy's Dream to Become a Bullfighter" (El sueño del niño de convertirse en torero).
También hacía joyería con piedras y figurillas prehispánicas que adornaron a prominentes mujeres de la época como Anaïs Nin, Peggy Guggenheim y Frida Kahlo, quien le regaló una litografía de su autoría dedicada: "Anita - Life has brought us together and I love you. Frida."

"...la verdadera fuerza de su carrera y su importancia para la historia yace en su lucha para capturar la belleza de la diferencia, la mezcla de culturas y la búsqueda de un entendimiento sobre cómo una artista puede responder a las fuerzas del cambio que la envuelven."

## Exposiciones relevantes
- Exposición individual. Galería de Arte Mexicano. Ciudad de México, México 1947
- Three Generations. Exposición colectiva con su hijo Luis Stephens y nietas Annette y Phoebe Stephens (Anndra Neen). Milk Gallery, Nueva York, EUA, 2011
- Annette Nancarrow. Between Two Worlds. Exposición individual. Taubman Museum of Art, Virginia, EUA, 2015

## Colecciones
- Museo Nacional de Mujeres Artistas, Washington, EUA
- Museo de Bellas Artes de Santa Fe, Nuevo México, EUA